# Avery Fisher Hall, New York 1973
Avery Fisher Hall, New York 1973 è un album live della Mahavishnu Orchestra rimasterizzato e pubblicato nel 2024 dalla casa discografica Equinox. La performance (seconda di due serate) è stata trasmessa e registrata dalla WNEW-FM all'Avery Fisher Hall il 27 Dicembre 1973. Questa sessione live sarà una delle ultime della formazione originale e, a differenza delle precedenti, è caratterizzata da sound, improvvisazioni ed arpeggi molto più aggressivi e feroci, abbandonando la "coesione" che definiva il tipico sound e approccio musicale della band.

## Tracce

### Disco 1[3]
Musiche di Mahavishnu Orchestra.
1. Birds of Fire – 11:35
2. Sister Andrea – 12:01
3. The Dance of the Maya – 19:16

Durata totale: 42:52

### Disco 2[3]
Musiche di Mahavishnu Orchestra.
1. Dream – 27:13
2. Trilogy – 18:49

Durata totale: 46:02

## Formazione
- John McLaughlin - Chitarra
- Jan Hammer - Pianoforte, Tastiera elettronica
- Jerry Goodman - Violino
- Rick Laird - Basso elettrico
- Billy Cobham - Batteria (strumento musicale)